# Mitanni

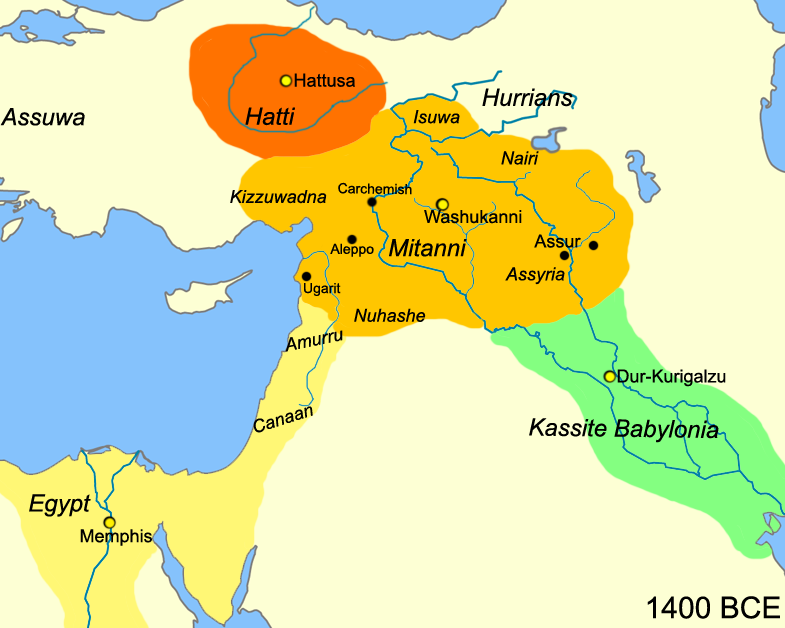
Hartă cu regatul Hurienilor, Mitanni, în epoca Bronzului (în portocaliu). Anii 1400 î.Hr.

Mitanni a fost un stat slab organizat al Hurienilor în nordul Siriei și sud-estul Anatoliei în perioada cca. 1500 î.Hr. - 1300 î.Hr. fondat de indo-iranienii care se stabiliseră printre populațiile huritice din regiune. A concurat cu Egiptul pentru controlul Siriei. În timpul regelui Saustatar, în sec. CV î.Hr.,soldații din Mitanni au prădat  palatul asirian din Ashur. La mijlocul sec. XIV î.Hr. capitala regatului, Wassukkani, a fost prădată de hitiți, iar regatul a fost incorporat în imperiul Hitit, sub numele de Hanigalbat devenind apoi provincie aspirină.